# Куп'янський медичний коледж імені Марії Шкарлетової
Куп'янський медичний фаховий коледж імені Марії Шкарлетової — комунальний вищий навчальний заклад II рівня акредитації Харківської обласної ради, що розташований у Куп'янську Харківської області.

## Історія
У вересні 1931 року було засновано медичний технікум. З 1939 року — фельдшерско-акушерска школа, з 1951 року — медичне училище. 2003 року училищу надано статус коледжу.
17 червня 2004 року коледжу присвоєно ім'я Героя Радянського Союзу Марії Савеліївни Шкарлетової.
1 вересня 2004 року на території коледжу відкрито перший в незалежній Україні пам'ятник медичній сестрі.
2005 коледж вперше випустив медичних сестер-бакалаврів.
У червні 2008 року нагороджено Почесною грамотою Кабінету Міністрів України.
З 2020 року КЗОЗ "Куп'янський медичний фаховий коледж ім. Марії Шкарлетової" Харківської обласної ради

## Структура, спеціальності
Має два відділення:
- фельдшерсько-акушерське;
- медсестринське.

Колишній логотип

Коледж готує бакалаврів за фахом «Сестринська справа» і молодших спеціалістів за напрямками:
- 5.12010101 «Лікувальна справа»;
- 5.12010102 «Сестринська справа»;
- 5.12010105 «Акушерська справа»;
- 6.120101 «Сестринська справа».

А також має право на підвищення кваліфікації молодших медичних спеціалістів і бакалаврів з косметології та масажу, підготовку іноземних громадян зі спеціальностей «Лікувальна справа» і «Сестринська справа».